# Glasekasten

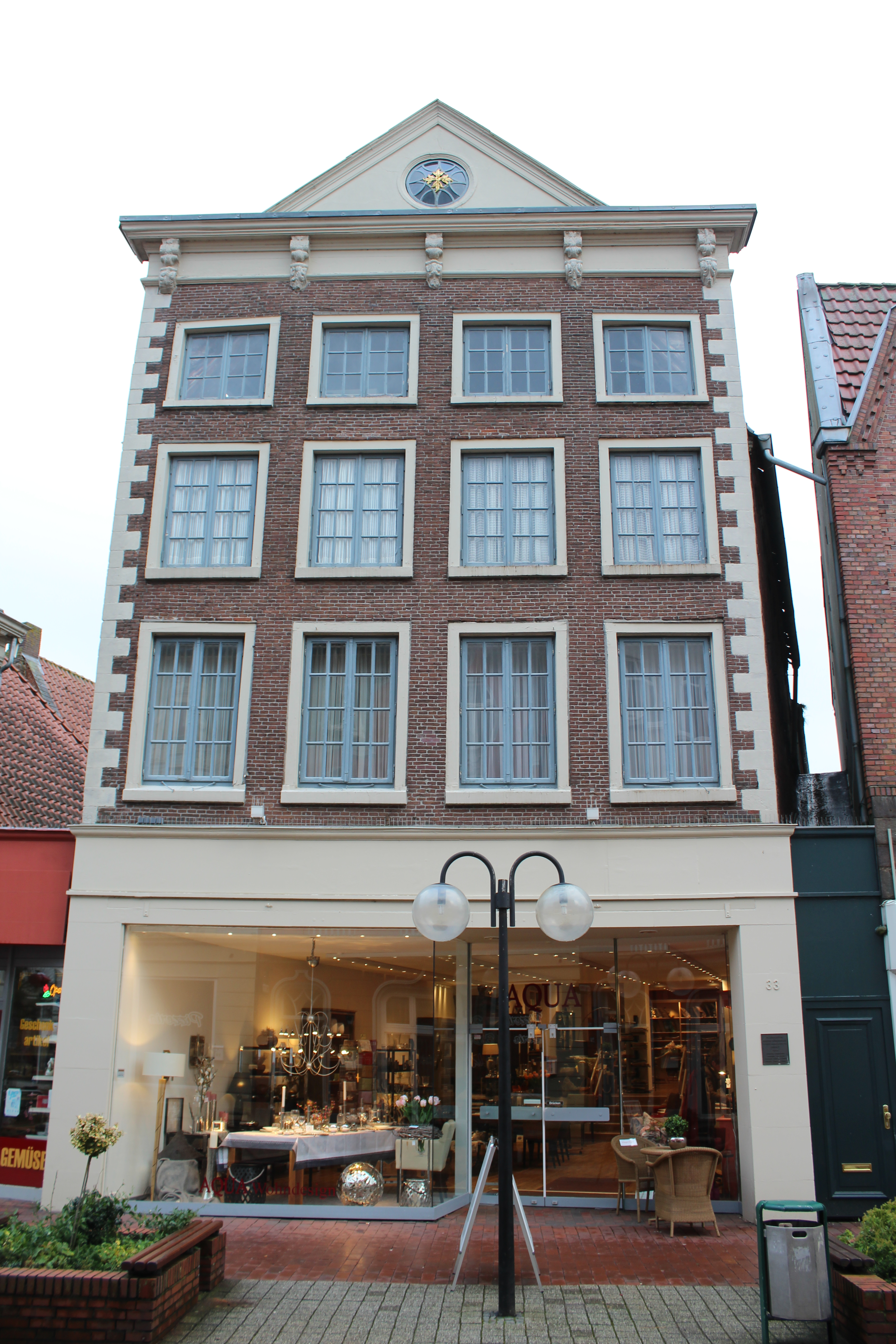
Vorderfassade des Glasekastens

Der Glasekasten in der Mühlenstraße von Leer entstand 1777 als erstes Bürgerhaus der Stadt im Stil des Frühklassizismus. Seinen Namen erhielt das denkmalgeschützte Gebäude durch die große Fensterfläche der Fassade.

## Geschichte
Das Gebäude an der damaligen Osterstraße wurde 1777 für die mennonitische Kaufmannsfamilie Vissering gebaut. 1793 ist der Kaufmann Claas Vissering (1755–1826) für das Haus mit Scheune im Brandkataster eingetragen. Ab 1815 ist zusätzlich ein Nebengebäude verzeichnet. Ab 1830 sind die Kaufleute Claas und Hermann Rahusen Mitbesitzer neben Vissering. Zwischen 1841 und 1852 sind Claas und Hermann Rahusen sowie ein weiterer Hermann Rahusen gemeinsame Eigentümer. Von 1852 bis 1878 findet sich Hermann Rahusen als alleiniger Eigentümer, danach kommt 1878 Carl Johann Rahusen als Miteigentümer in die Akten, wobei ab 1875 das Unternehmen C. & H. Rahusen verzeichnet ist. 1890 bis 1896 ist auch die Städtische Pfennig-Sparcasse im Haus tätig. Carl Johann Rahusen bleibt bis um 1900 Alleineigentümer, danach zusammen mit dem Kaufmann Andreas Gerdes, dem Mitinhaber des Kolonialwarengroßhandels Tjarks & Lühring. Laut einem Zeitungsartikel von 1905 übernimmt Diedrich Frische das Haus 1905. Frische lässt das Haus durch das Bauunternehmen Schumacher umbauen und mit Dampfheizung und Beleuchtung ausrüsten. Nach dem Umbau betreibt Frische ab 1905 eine Metallwarenhandlung, bald auch einen Installationsbetrieb im Glasekasten. Von Frische übernimmt Friedrich Hoppe 1929 das Geschäft für elektrische Einrichtungen. 1950 ist das Haus mit dem Elektrogeschäft Hoppe im Besitz vom Elektromeister Friedrich Hoppe, dem Elektriker Folkert Hoppe und dessen Ehefrau Hanna Strobel. Heute gehört das Haus der Erbengemeinschaft Strobel. Bis heute ist ein Geschäft im Erdgeschoss des Gebäudes untergebracht.

## Baubeschreibung
Der Glasekasten ist ein dreigeschossiger giebelständiger Backsteinbau mit Satteldach. Die Fassade im Stil des Klassizismus ist durch Eckquaderung und konsolengeteiltes Abschlussgesims gegliedert. Die Giebelwand ist um ein Scheingeschoss hochgezogen und wird durch die großen Sprossenfenster sowie den traufseitigen Zwerchgiebel mit rundem Fenster bestimmt. An der Fassade ist ein Bronzeschild angebracht, das auf die Bedeutung des Gebäudes hinweist.